# Onthophagus cyaneus
Onthophagus cyaneus är en skalbaggsart som beskrevs av Kabakov 2006. Onthophagus cyaneus ingår i släktet Onthophagus och familjen bladhorningar. Inga underarter finns listade i Catalogue of Life.